# موسى مزراحي
موسى مزراحي (بالعبرية: משה מזרחי) (ولد في 5 سبتمبر 1931 في الإسكندرية، المملكة المصرية - توفي في 3 أغسطس 2018 في تل أبيب، إسرائيل) كان مخرج أفلام إسرائيلي.
أخرج 14 فيلما في كل من إسرائيل وفرنسا. تم ترشيح ثلاثة من أفلامه لجائزة الأوسكار لأفضل فيلم بلغة أجنبية وهي أنا أحبك روزا والبيت على شارع تشيلوتش ومدام روزا حيث فاز الأخير بالجائزة.
في سبتمبر 1994 تم تكريمه من قبل مهرجان حيفا للسينما لمساهمته مدى الحياة في السينما الإسرائيلية.
فيلمه التاريخي مواقف صوفي لم يُعرض حتى تمت إعادة إصداره في عام 2008 وألبوم موسيقى الجاز الذي يحمل نفس الاسم (لكنه يفتقر إلى اللكنة) تم عرضه في مجلة ذا فيدار بقلم ألكسندر جيفري فرانك.
في مارس 2009 كان مزراحي يعيش في تل أبيب حيث كان يقود ورشة لصناعة الأفلام في جامعة تل أبيب. زوجته ميشال بات آدم هي مخرج أفلام وممثلة ولعبت أدوارًا رئيسية في العديد من أفلام مزراحي. اليوم تدرس فصول التمثيل في جامعة تل أبيب.
توفي في 3 أغسطس 2018 عن عمر يناهز 86 عامًا.